# Les Ordons
Les Ordons är en kulle i Schweiz.   Den ligger i distriktet Delémont och kantonen Jura, i den nordvästra delen av landet, 50 km norr om huvudstaden Bern. Toppen på Les Ordons är 992 meter över havet, eller 283 meter över den omgivande terrängen. Bredden vid basen är 32 km.
Terrängen runt Les Ordons är huvudsakligen lite kuperad. Närmaste större samhälle är Delémont, 8,9 km öster om Les Ordons. 
Omgivningarna runt Les Ordons är en mosaik av jordbruksmark och naturlig växtlighet. Runt Les Ordons är det ganska tätbefolkat, med 134 invånare per kvadratkilometer.